# Santa Isabel do Rio Negro
Santa Isabel do Rio Negro es un municipio de Brasil, situado en el estado de Amazonas. Tiene una población de 18.506 habitantes, está situada a 842 km de Manaos, la capital del estado, y posee un área de 62.846 km².